# Homo Feriens
Homo Feriens — книга спогадів української письменниці Ірини Жиленко. Книга була презентовано видавництво «Смолоскип» восени 2011 року в Києві.
За словами Михайлини Коцюбинської, «Homo Feriens»- це колективний портрет в історичному і психологічному інтер'єрі шістдесятництва".
«Homo Feriens» в перекладі з латинської мови означає «Людина святкуюча». Назва книги повністю підтверджує власну філософію Ірини Жиленко, поіменованою нею «радіснодушністю». Святковість, відчуття радості буття наперекір усім негараздам, карнавальне бачення життя як свята — все це має, безперечно філософське, екзистенційне підґрунтя. Ірина Жиленко, як і Григорій Сковорода жила у своєму власному мікрокосмі, але звісно її мікрокосм дещо відмінний від Сковородівського, він лежить в іншій площині, перш за все — це рідний дім, родина, приватний, повсякденний жіночий світ.
Книга спогадів «Homo feriens» — синкретичний за родо-жанровою побудовою та має дифузну природу поєднання автобіографічного і мемуарного начал. Галич О. А. зазначив, що «мемуарна повість відомої української поетеси Ірини Жиленко „Homo Feriens“ чи не найпомітніший мемуарний твір останніх літ». Епістолярна спадщина письменниці, зокрема її листування з чоловіком Володимиром Дроздом, щоденникові записи, спогади про покоління шістдесятників та власні роздуми про сенс людського буття, роль і місце митця у світі, все це органічно вплітається в канву твору Ірини Жиленко. В основу текстової структури твору «Homo Feriens» покладено принцип поліфонії, завдяки чому створюється ситуація діалогічних відносин, з одного боку між голосами героїв і голосом автора, а з іншого — між голосами, зафіксованими в тексті,, та читачем. Поліфонія в художній системі Ірини Жиленко — це і спосіб створення образу епохи, її атмосфери, спосіб розкриття людських характерів, і водночас — спосіб провадження гуманістичних принципів. Поліфонізм, як його визначив М. Бахтін, є способом вираження історизму І. Жиленко, для якої історія складається з людських доль, у тому числі й власної, вписаної в історію долі поетки, і долі «подружнього тандема Дрозд – Жиленко».
Літературна мемуаристика — важливий складник будь-якого національного літературного процесу, це ретроспектива автентичного знання про епоху, постатей-репрезентантів даної епохи, подій та явищ. Суб'єктивна за своєю природою, вона забезпечує можливість встановлення правди, осягнення об'єктивного змісту історії. В українському культурно-гуманітарному просторі літературна мемуаристика посідає сьогодні визначне місце, але в минулому вона пройшла складний шлях, зумовлений тим фактором, що українська література завжди виконувала державотворчу функцію. Лише в другій половині 20 ст. відбулося відродження української літературної мемуаристики, і вона стала частиною літературного процесу. М.Рудницький, Є.Кроткевич, Ю.Смолич, Г.Костюк, В.Сосюра, В.Дрозд, А.Дімаров, Ірина Жиленко внесли неоціненний вклад у розвиток української літературної мемуаристики.
Спогади Ірини Жиленко «Homo Feriens» відносяться до мемуарних творів суб'єктивного типу, де саморозкриття автора становить першооснову оповідної структури, що організує художнє ціле. «Homo Feriens» — це акт авторського самопізнання, втілення власного емпіричного, духовно-біографічного та екзистенційного досвіду Ірини Жиленко. За змістом і значущістю «Homo Feriens» — це фундаментальна праця, яка постає водночас і схвильованою сповіддю автора, і стриманим в емоціях літописом суворої епохи, що пройшла крізь життя Ірини Жиленко, своєрідний автопортрет і водночас портрет шістдесятників.